# Margarete Wenzel
Margarete Wenzel (* 29. Dezember 1964 in Wien) ist eine österreichische Geschichtenerzählerin, Philosophin und Erzähl-Referentin in der Erwachsenenbildung und Unternehmensberatung.

## Biographie
Margarete Wenzel wurde in Wien geboren, ihre Eltern waren eine Kunsthistorikerin und ein kunstaffiner Mediziner, der 1971 berufsbedingt mit seiner Familie nach Deutschland übersiedelte. Wenzel kehrte 1983 mit dem Abitur nach Wien zurück, studierte an der Pädagogischen Akademie und anschließend an der Universität die Fächer Philosophie, Germanistik, Theater und Theologie. Nach einer Diplomarbeit (Kant und Kinderbuch, 1989) und einer Dissertation (Weite – Enge – Weite. Versuche, über Robin Hood zu philosophieren, 1991) promovierte sie 1992 zur Doktorin der Philosophie.
Der künstlerische Weg führte Wenzel über Gesang und Stimme zum Schauspiel. Sie absolvierte Ausbildungen in Forumtheater bei Augusto Boal, Epischem Theater bei Reiner Steinweg sowie Playback Theater.
1992 startete sie ihre Karriere als freischaffende Geschichtenerzählerin. Zu ihrer Tätigkeit gehörten Reisen zu Festivals, Erzähl-Auftritte und Märchenwanderungen, das Unterrichten der Erzählkunst bei Lehrgängen in Innsbruck, Salzburg, Brixen/Südtirol und Großrußbach, das Editieren und Dokumentieren von Geschichten sowie der Transfer ihrer Erzählexpertise in Organisationen und Unternehmen wie z. B. Amnesty International, Lebenshilfe, Schloss Schönbrunn und ÖBB.
Wenzel baute über physische und digitale Plattformen ein Erzähl-Netzwerk auf und pflegt die künstlerische, kollegiale und internationale Zusammenarbeit, wiederholt u. a. mit der Geschichtenerzählerin Frau Wolle, der Musikerin Karen Schlimp und dem Märchenspieler Stefan Libardi.
Unter Wenzels Mitwirkung entstanden 2004 der Erzählverein NarrARE, dessen Obfrau sie ist, 2005 die Website Von Mund zu Ohr für die Erzählszene in Österreich und Südtirol, 2008 die Märchenakademie Wien für Forschung und Fortbildung, 2017 die Edition NarrARE sowie 2020 eine Erzählbibliothek in Wien-Ottakring.
Wenzel ist Mitglied von Erzähler ohne Grenzen und im Verband der Erzählerinnen und Erzähler e.V. Sie hat eine erwachsene Tochter und lebt in Wien.

## Zitate
- „Erzählen ist [...] eine Alltags-Kompetenz [...]. Sie kann sich aber auch als Kunst entfalten.“ Margarete Wenzel.[5]

## Bibliographie
- Philosophische Spiele für groß und klein. Don-Bosco-Verlag, München 1995, ISBN 978-3-7698-0816-2.
- Es war 1001 Mal. Märchenreisen durch Leben und Welt. Illustriert von Anita Ortner. Tyrolia-Verlag, Innsbruck-Wien 2015, ISBN 978-3-7022-3488-1.
- Brückentexte und ein Beitrag über die antike Dichterin Phemonoe. In: Irene Trawöger und Marit Rullmann (Hrsg.): Welt Weise Frauen. Philosophinnen von der Antike bis zur Neuzeit in Wort und Bild porträtiert, Christel-Göttert-Verlag, Rüsselsheim 2016, S. 132–137, ISBN 978-3-939623-64-9.
- 1001fach lebenswert, Geschichten zum Projekt „Erzählen Integrativ (EI) für geflüchtete Frauen“. Edition NarrARE, Wien 2017 (zweite Auflage 2018), ISBN 978-3-9504560-0-4.
- Gemeinsam mit Anna Melach (Hrsg.): 1002fach lebenswert, Geschichten zum Projekt „Erzählen Integrativ (EI) für geflüchtete Frauen“. Edition NarrARE, Wien 2019, ISBN 978-3-9504560-2-8.
- Die Sterntaler-Sequenz. Eine erkenntnisorientierte, theatrale Märchenaufstellung und der Weg dorthin. In: Holger Lindemann (Hrsg.): Heldinnen, Ufos und Straßenschuhe. Verlag Vandenhoeck & Ruprecht, Göttingen 2019, S. 137–150, ISBN 978-3-525-40495-9.
- Gemeinsam mit Micaela Sauber (Hrsg.): Im Auge des Sturms. Schlüsselgeschichten von Erzähler ohne Grenzen. Der Erzählverlag, Berlin 2019 (zweite erweiterte Auflage 2021), ISBN 978-3-947831-29-6.